# Krigsåret 1863

## Pågående krig
- Amerikanska inbördeskriget (1861 - 1865)[1]
  - USA (Nordstaterna) på ena sidan
  - Amerikas konfedererade stater (Sydstaterna) på andra sidan

- Franska interventionen i Mexiko (1861-1867)
- Kaukasiska kriget (1817-1864)
  - Imanatet Kaukasus på ena sidan
  - Ryssland på andra sidan

- Januariupproret (1863-1864)[2]
  - Polen på ena sidan.
  - Ryssland på andra sidan.

- Nyzeeländska krigen (1845-1872)
  - Brittiska imperiet på ena sidan.
  - Maori på andra sidan.

## Händelser
1-3 juli - slaget vid Gettysburg

### Fotnoter
1. ↑  ”World Statesmen”. http://www.worldstatesmen.org/WARS.html. Läst 28 juni 2011.
2. ↑  ”WHKMLA”. http://www.zum.de/whkmla/military/19cen/polishreb1863.html. Läst 30 juni 2011.